# Gradska općina Murska Sobota
Gradska općina Murska Sobota (slo.:Mestna občina Murska Sobota) je općina u sjevernoj Sloveniji u pokrajini Prekmurje i statističkoj regiji Pomurje. Sjedište općine je grad Murska Sobota.

## Zemljopis
Općina Murska Sobota nalazi se u sjeveroistočnom dijelu Slovenije. Općina se prostire u zapadnom dijelu ravničarske i poljoprivredne pokrajine Prekmurje, uz rijeku Muru.
U općini vlada umjereno kontinentalna klima. Najveći vodotok u općini je rijeka Mura. Svi ostali vodotoci su manji i njeni su pritoci.

## Naselja u općini
Bakovci, Černelavci, Krog, Kupšinci, Markišavci, Murska Sobota, Nemčavci, Polana, Pušča (romsko naselje osnovano 2002. godine izdvajanjem iz naselja Černelavci) Rakičan, Satahovci, Veščica

## Vanjske poveznice
- Službena stranica općine